# Onur Parlar
Onur Muhammet Parlar (* 17. Februar 1997 in Izmir) ist ein türkischer Fußballtorhüter.

## Karriere

### Verein
Parlar kam in Konak, einem Stadtteil der westtürkischen Stadt Izmir, zur Welt und begann mit dem Vereinsfußball in der Nachwuchsabteilung von Aliağa SK. Anschließend spielte er in den Nachwuchsabteilungen von Bucaspor, Altay Izmir und Bursaspor.
Seine Profikarriere startete er 2014 bei Altay Izmir. In der Winterpause der Saison 2015/16 wechselte er zum Erstligisten Antalyaspor und im Sommer 2016 zum Drittligisten Büyükşehir Belediye Erzurumspor.

### Nationalmannschaft
Parlar startete seine Nationalmannschaftskarriere 2012 mit einem Einsatz für die türkische U-16-Nationalmannschaft.